# Kathleen Raine
Kathleen Jessie Raine (Ilford, Essex, 14 de junio de 1908 – Londres, 6 de julio de 2003) fue una poetisa, crítica y erudita británica que escribió en particular sobre William Blake, William Butler Yeats y Thomas Taylor. Conocida por su interés en diferentes formas de espiritualidad, sobre todo platonismo y neoplatonismo, fue miembro fundador de la Temenos Academy, así como integrante del Círculo Eranos.

## Vida
Raine nació en Ilford, Essex (ahora parte de Londres). Su madre era de Escocia y su padre nació en Wingate, Condado de Durham. La pareja se había conocido siendo estudiantes en el Armstrong College en Newcastle upon Tyne. Raine pasó parte de la Primera Guerra Mundial, "unos pocos años", con su tía Peggy Black en la casa parroquial de Gran Bavington, Northumberland. Comentaba que "Me encantaba todo". Para ella era un mundo idílico, fundamento declarado de toda su poesía. Raine siempre recordaba Northumberland como el Edén: "En Northumberland me hallaba en mi propio lugar; y nunca me "ajusté" a cualquier otro u olvidé lo que había visto, entendido y experimentado brevemente pero con claridad". Este período es descrito en el primer libro de su autobiografía, Farewell Happy Fields (1973).
Raine señaló que la poesía estaba profundamente arraigada en la vida cotidiana de sus antepasados maternos: "Por parte de mi madre heredé canciones y baladas escocesas... cantadas o recitadas por mi madre, tías y abuelas, que lo habían aprendido de sus madres y abuelas... La poesía era la esencia misma de la vida". Raine escuchaba y leía la Biblia diariamente en casa y en la escuela, llegando a conocerla en gran parte de memoria. Su padre era un maestro inglés en la County High School de Ilford. Había estudiado la poesía de Wordsworth para su tesis M.Litt y era un apasionado de Shakespeare, de ahí que Raine se familiarizara con muchas obras shakesperianas en su niñez. De su padre se ganó el amor por la etimología y el aspecto literario de la poesía, la contrapartida de su inmersión en las tradiciones orales poéticas. Escribió que su poesía "no fue algo inventado sino dado... Criada como fui en una casa donde los poetas eran tan considerados favoreció naturalmente mi ambición de llegar a ser una poetisa". Le confesó su ambición a su padre, que era escéptico sobre el plan. "Para mi padre", escribió, "los poetas pertenecían a un mundo superior, a otro plano; decir que uno deseara llegar a ser poeta era para él algo así como decir que uno quisiera escribir el quinto evangelio". Su madre promovió la poesía de Raine desde la infancia.
Raine fue educada en la County High School, Ilford. Ganó una exhibición en el Girton College de Cambridge donde disertó sobre ciencias naturales, incluyendo botánica y zoología, recibiendo su grado de maestría en 1929. Mientras permanecía en Cambridge conoció a Jacob Bronowski, William Empson, Humphrey Jennings y Malcolm Lowry. En su vida posterior fue amiga y colega del escritor y profesor cabalista Z'ev ben Shimon Halevi.
Raine se casó con Hugh Sykes Davies en 1930. Dejó a Davies por Charles Madge y tuvieron dos hijos, pero su matrimonio también se rompió. También sostuvo una pasión no correspondida por Gavin Maxwell. El título de la obra más famosa de Maxwell Ring of Bright Water, posteriormente convertida en una película del mismo nombre protagonizada por Virginia McKenna, fue tomado de una línea procedente del poema The Marriage of Psyche de Raine. La relación con Maxwell finalizó en 1956 cuando Raine perdió su nutria mascota, Mijbil, provocando indirectamente la muerte del animal. Raine se hizo responsable no solo por la pérdida de Mijbil sino también por una maldición que había pronunciado poco antes, frustrada por la homosexualidad de Maxwell: "Que Gavin sufra en este lugar como yo estoy sufriendo ahora". Raine se culpó a partir de entonces de todas las desgracias de Maxwell, comenzando con la muerte de Mijbil y terminando con el cáncer del que moriría en 1969. De 1939 a 1941 Raine y sus hijos compartieron una casa en 49a Wordsworth Street en Penrith con Janet Adam Smith y Michael Roberts, viviendo más tarde en Martindale. Fue amiga de Winifred Nicholson.
Los dos hijos de Raine fueron Anna Hopwell Madge (nacida en 1934) y James Wolf Madge (1936-2006). En 1959, James se casó con Jennifer Alliston, hija de una amiga de Raine, la arquitecta y urbanista Jane Drew. Drew era descendiente directa del neoplatonista Thomas Taylor sobre quien Raine estudió y escribió. Así, se estableció un vínculo entre Raine y Taylor por los dos hijos del matrimonio de su hijo.
En el momento de su muerte, después de un accidente, Raine residía en Londres.

## Trabajos
Su primer libro de poesía, Stone And Flower (1943), fue publicado por Tambimuttu e ilustrado por Barbara Hepworth. En 1946 publicó la colección Living in Time, seguida de The Pythoness en 1949. Sus Collected Poems (2000) se extrajeron de once volúmenes previos de poesía. Sus clásicos incluyen Who Are We? Posteriormente publicó mucha prosa y obras sobre poesía, incluyendo Blake and Tradition, publicada en 1968.
La historia de su vida se narra en una autobiografía en tres volúmenes que se caracteriza por los intentos de la autora por indicar (o imponer) una estructura en sus recuerdos que es cuasi mítica, refiriendo así su propia vida a un modelo más grande. Esto refleja patrones que pueden ser detectados en su poesía, en la cual estaba claramente influenciada por William Butler Yeats. Los tres libros fueron originalmente publicados por separado y más tarde reunidos en un solo volumen, titulado Autobiographies (el propio título es una imitación consciente de Yeats), editado por Lucien Jenkins.
Raine hizo traducciones de Cousine Bette de Honoré de Balzac (Cousin Bette, 1948) e Illusions perdues (Lost Illusions, 1951).
Fue una colaboradora frecuente de la revista trimestral Studies in Comparative Religion que trataba sobre simbolismo religioso y perspectiva tradicionalista. Con Keith Critchlow, Brian Keeble y Philip Sherrard cofundó, en 1981, Temenos, un periódico, y más tarde, en 1990, la Temenos Academy of Integral Studies, una academia de enseñanza que enfatizó una filosofía universalista multitrenzada, y en apoyo de sus visiones generalmente platónicas y neoplatónicas sobre poesía y cultura. Estudió el platónico inglés del siglo XVIII Thomas Taylor (1758-1835), y publicó una selección de sus obras.
Raine fue investigadora docente en el Girton College de Cambridge de 1955 a 1961, y en 1962 pronunció las Andrew Mellon Lectures en la National Gallery of Art en Washington D. C. Enseñó en Harvard durante al menos un curso sobre mito y literatura ofrecido a maestros y profesores en el verano. También habló sobre Yeats y Blake y otros temas en la Yeats School en Sligo, Irlanda, en el verano de 1974. Profesora en Cambridge y autora de varios libros académicos, fue una experta en Coleridge, Blake y Yeats.

## Honores
Recibió doctorados honorarios de universidades en el Reino Unido, Francia y Estados Unidos y ganó numerosos premios y honores, incluyendo el Edna St. Vincent Millay Prize de la American Poetry Society (fecha desconocida), y también:
- 1952 Harriet Monroe Memorial Prize
- 1953 Arts Council Award
- 1961 Oscar Blumenthal Prize
- 1970 Cholmondeley Award
- 1972 Smith Literary Award
- 1992 Queen's Gold Medal for Poetry
- 2000 Order of the British Empire, Commander
- 2000 L'Ordre des Arts et des Lettres, Commandeur.

## Obra

### Colecciones de poesía
- Stone And Flower, (p.u.), 1943
- Living in Time, (p.u.) 1946
- The Pythoness. (p.u.), 1949.
- The Year One: Poems, H. Hamilton, 1952
- The Hollow Hill: and other poems 1960-1964, H Hamilton, 1965
- Six Dreams: and other poems, Enitharmon, 1968
- Penguin Modern Poets 17, Penguin, 1970
- Lost Country, H. Hamilton, 1971
- On a Deserted Shore, H. Hamilton, 1973
- The Oracle in the Heart, and other poems, 1975–1978, Dolmen Press/G. Allen & Unwin, 1980
- Collected poems, 1935–1980, Allen & Unwin, 1981
- The Presence: Poems, 1984–87, Golgonooza Press, 1987
- Selected Poems, Golgonooza Press 1988
- Living with Mystery: Poems 1987-91, Golgonooza Press, 1992
- The Collected Poems of Kathleen Raine, ed. Brian Keeble, Golgonooza Press, 2000

### Prosa
- Defending Ancient Springs, 1967
- Blake and Tradition, 2 volúmenes, Routledge, 1968
- Thomas Taylor the Platonist. Selected Writings, Raine, K. y Harper, G.M., eds., Bollingen Series 88, London: Routledge & Kegan Paul, 1969 (también pub. Princeton University, USA).
- William Blake, The World of Art Library - Artists, Arts Book Society, Thames and Hudson, London, 1970 (216 pp, 156 ilustraciones),
- Yeats, the Tarot and the Golden Dawn, Dolmen Press, 1973
- The Inner Journey of the Poet, Golgonooza Press, 1976
- From Blake to a Vision, (p.u.), 1979
- Blake and The New Age, George Allen and Unwin, 1979
- Yeats the Initiate, George Allen & Unwin, 1987
- W. B. Yeats and the Learning of the Imagination, Golgonooza Press, 1999.
- Blake and Tradition, 2 volúmenes, Routledge, 2002
- Seeing God Everywhere: Essays on Nature and the Sacred (World Wisdom, 2004) (ensayo contribuido)
- The Betrayal of Tradition: Essays on the Spiritual Crisis of Modernity (World Wisdom, 2005) (ensayo contribuido)

### Autobiografía
- Farewell Happy Fields, Hamilton/G. Braziller, 1974
- The Land Unknown, Hamilton/G. Braziller, 1975
- The Lion's Mouth, Hamilton/G. Braziller, 1977. autob.
- Autobiographies, ed. Lucien Jenkins, Skoob Books, 1991

### Biografía
No End to Snowdrops, Philippa Bernard. Shepheard-Walwyn (Publishers) Ltd, 2009

## Adaptaciones
Who stands at the door in the storm and rain de The Year One: Poems (1952) fue creado por el compositor Tarik O'Regan para coro sin acompañamiento en 2006 con el título Threshold of Night; fue grabado por primera vez en el álbum de 2008 del mismo nombre.